# 246842 Dutchstapelbroek
246842 Dutchstapelbroek è un asteroide della fascia principale. Scoperto nel 2010, presenta un'orbita caratterizzata da un semiasse maggiore pari a 2,5642541 UA e da un'eccentricità di 0,1411962, inclinata di 15,37403° rispetto all'eclittica.
L'asteroide è dedicato a Maryn Stapelbroek detto Dutch, progettista del sensore delle onde a bassa frequenza della sonda WISE.